# Igreja de Santa María (Piasca)
A igreja de Santa María encontra-se situada na localidade de Piasca pertencente ao município de Cabezón de Liébana, na comunidade autónoma de Cantabrica (Espanha). Pertenceu ao desaparecido monastério de Santa Maria la Real e constitui um dos mais notáveis exemplos da arte românica cantábria. Foi declarada monumento nacional a 4 de julho de 1930.

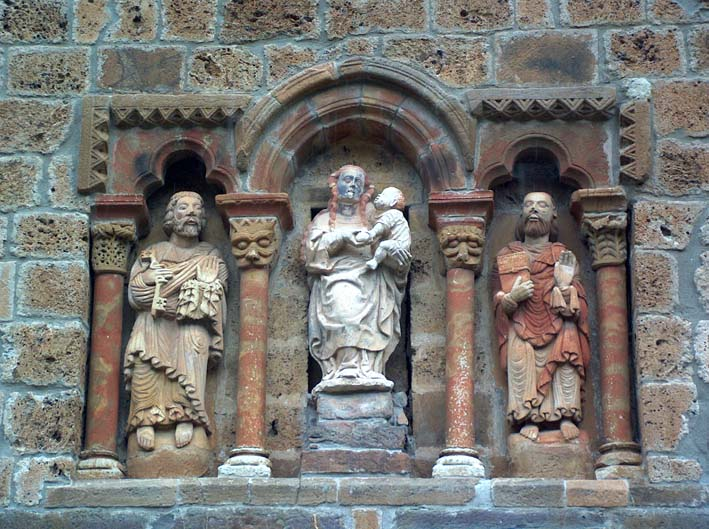
Detalhe da fachada

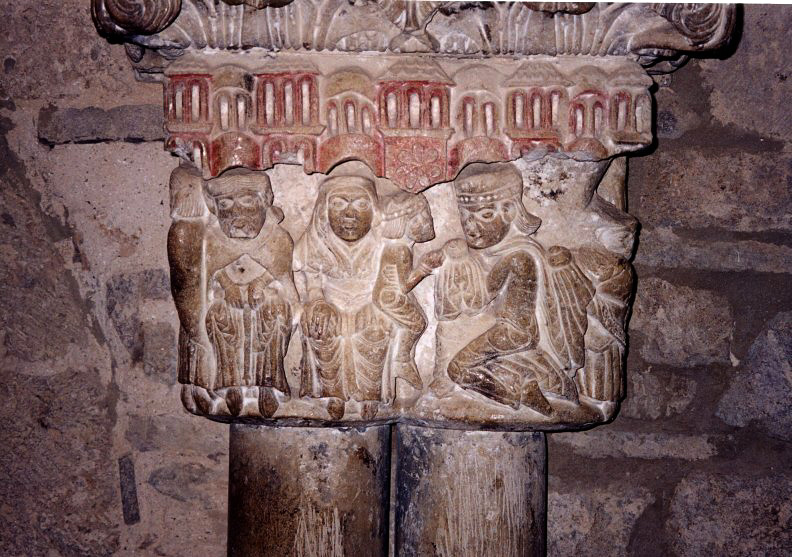
Capitel policromado

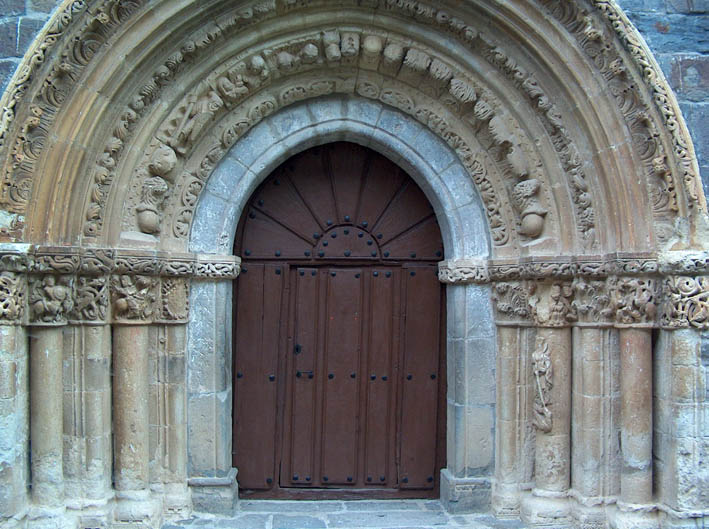
Capa ocidental

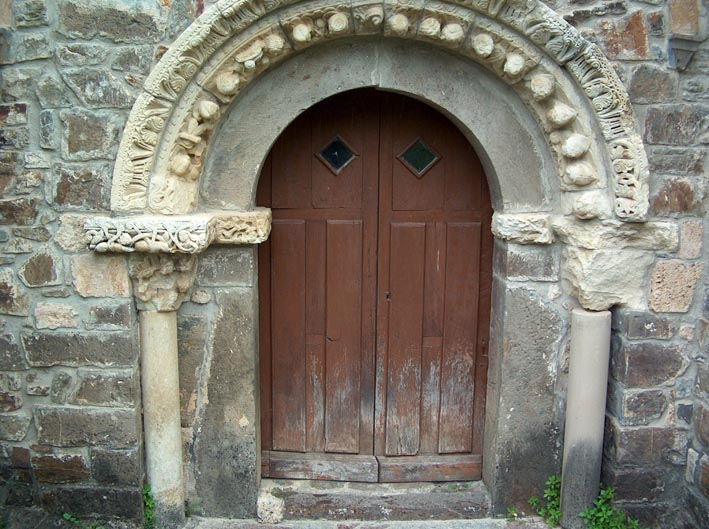
Capa meridional